# Critical Ecosystem Partnership Fund
Critical Ecosystem Partnership Fund (CEPF), Фонд сотрудничества для сохранения экосистем, находящихся в критическом состоянии — всемирная программа, которая обеспечивает финансирование и техническую помощь общественным организациям и независимым активистам для сохранения экосистем, находящихся в критическом состоянии. Основан в 2000 году.

## Угроза
Некоторые экосистемы подвергаются экстремальному воздействию на окружающую среду, и до 70 % от первоначальной растительности исчезли в наиболее пострадавших экосистемах. В этих «горячих точках» обитают две трети находящихся под угрозой исчезновения млекопитающих.

## Пожертвования
Помощь сфокусирована на «горячих точках» биоразнообразия, биологически богатых областях Земли, которым наиболее угрожает опасность. По соглашению от июня 2007 года был создан фонд в размере 150 миллионов долларов США для периода 2006—2011. CEPF учрежден и поддерживается фондом Global Environment facility (GEF), фондом John D. and Catherine T. MacArthur Foundation, агентством French Development Agency, правительством Японии, Международным обществом сохранения природы и Всемирным банком.

## Деятельность
Рабочая группа определила 34 важнейших экосистем. С момента своего создания в 2000 году CEPF оказал поддержку более чем 1000 (по состоянию на июнь 2007 года) общественным группам для сохранения «горячих точек» Африки, Азии и Латинской Америки. Бюджет поддержки проектов от 3000 до 400 000 долларов в течение максимум пяти лет, проекты предлагают местные активисты.

## Награды за освещение биологического многообразия на Кавказе
Фонд поддерживает конкурс для журналистов из Грузии, Азербайджана, Армении и России. Конкурс Награды за освещение биологического многообразия на Кавказе (Biodiversity Reporting Award) проводится Международным центром для журналистов (ICFJ). Победителям вручаются денежные премии и дипломы.
В 2007 победителями конкурса стали репортёры ArmeniaNow.com Арпи Арутюнян и Марианна Григорян (I и II место) и Теа Топурия из грузинской газеты «Резонанси» (III место). Поощрительные призы получили редактор газеты «Грозненский рабочий» Лема Турпанов, Гаяне Мирзоян из армянской газеты «Новое Время», и Гаянэ Мкртчян из ArmeniaNow.com.
В 2008 в конкурсе победила репортёр ArmeniaNow.com Арпи Арутюнян за статью «Конфликт между человеком и животными. Животный мир Армении в опасности».